# Scinax berthae
Scinax berthae är en groddjursart som först beskrevs av Barrio 1962.  Scinax berthae ingår i släktet Scinax och familjen lövgrodor. IUCN kategoriserar arten globalt som livskraftig. Inga underarter finns listade i Catalogue of Life.